# David Sammartino
David Lugogo Sammartino (Pittsburgh, 29 settembre 1960) è un wrestler statunitense, figlio di Bruno, che lottò nella World Wrestling Federation (WWF) con il nome di David Sammartino.

## Carriera

### Gli esordi
Inizialmente, Sammartino non fu allenato da suo padre, poiché Bruno non voleva che il proprio figlio iniziasse una carriera nel wrestling. Nonostante questo, David cominciò comunque a lottare ed effettuò il proprio debutto nel 1980. Nel 1981, ebbe un feud con Larry Zbyszko nel circuito indipendente.

### World Wrestling Federation
Sammartino entrò nella World Wrestling Federation a settembre 1984, con suo padre Bruno che gli fece da manager. Partecipò anche a WrestleMania I, quando affrontò Brutus Beefcake nel quarto match della serata. L'incontro terminò con una doppia squalifica, a causa degli interventi dei rispettivi manager (Bruno Sammartino in favore del figlio, Johnny Valiant in favore di Beefcake): questo fu il pretesto per iniziare una faida tra i due.
Secondo lo stesso Bruno Sammatino, la carriera di David era strettamente legata alla sua presenza nelle arene. Bruno, infatti, riteneva che questa fosse solo una tattica di Vince McMahon per riuscire a mantenere l'interesse nelle aree di New York, Filadelfia, Pittsburgh e Boston, territori in cui la fama di Sammartino riempiva i palazzetti. Per questo, David Sammartino si trovò nel main event dello show quando suo padre era coinvolto nelle sue faide, mentre apriva la card quando questi non era presente.

### Nelle altre federazioni
Nel 1986, lottò nell'American Wrestling Association (AWA). Il 4 febbraio dello stesso anno, affrontò Stan Hansen per l'AWA World Heavyweight Championship, senza successo. A metà degli anni novanta, fu ingaggiato dalla World Championship Wrestling (WCW), lottando nella sua divisione dei pesi leggeri. Il 16 dicembre 1996, sfidò Dean Malenko per il WCW Cruiserweight Championship, senza riuscire a vincere. Nel 2000, sconfisse Jimmy Cicero e si aggiudicò lo NYSWF Heavyweight Championship.

## Personaggio

### Mosse finali
- Figure four leglock[1]

## Titoli e riconoscimenti
New York State Wrestling Federation
- NYSWF Heavyweight Championship (1)[1]

North American Wrestling
- NAW Heavyweight Championship (1)

Pro Wrestling Illustrated
- Rookie of the Year: 1981
- 480º tra i 500 migliori wrestler nella PWI 500 (2003)

Southern Championship Wrestling
- SCW Heavyweight Championship (1)